# Air Fischer
Air Fischer je nově vznikající letecká společnost v České republice.

## Historie

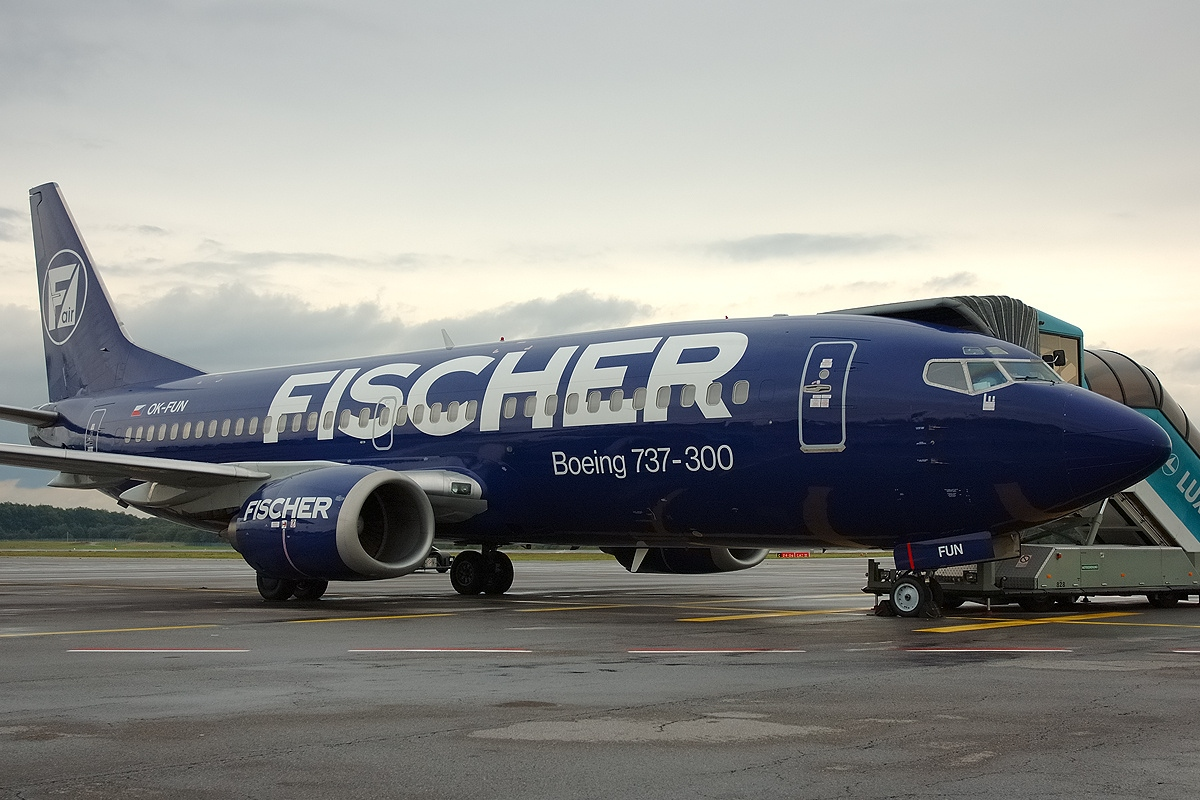
Boeing 737-300 společnosti Fischer Air, tedy předchůdce Air Fischer

Zakladatel společnosti Václav Fischer již dříve vlastnil Fischer Air. Založil ji v roce 1997, přičemž ji v roce 2003 prodal.
V roce 2018 založil novou leteckou společnost s názvem Air Fischer. Komerční provoz by společnost chtěla zahájit v září 2019. Do března 2020 chce rozšířit své linky a v dubnu téhož roku získat osvědčení a rozšířit flotilu letadel Boeing 737.

## Linky
Air Fischer chce provozovat linky i chartery hlavně z letiště Brno-Tuřany a z pardubického letiště. Například z Brna chce od června 2019 provozovat sezónní linkové lety do Barcelony, Ibizy, Splitu, Dubrovníku a na Krétu. Od září chce provozovat pravidelné linky z Brna do Berlína, Basileje, Barcelony, Dublinu, Paříže a Říma. Odletovými letišti budou Basilej, Berlín, Bratislava, Brno, Pardubice a Salcburk. Společnost plánuje částečně nahradit v roce 2017 zaniklou aerolinii Air Berlin. Hlavní destinací air FISCHER budou Kanárské ostrovy.